# (451) Patientia
(451) Patientia est un gros astéroïde de la ceinture principale, d'un diamètre de 225 km, il est classé au 15e rang par sa taille.
Il a été découvert par l'astronome français Auguste Charlois le 4 décembre 1899 et s'est vu attribuer la désignation provisoire 1899 EY.
Il atteint régulièrement la onzième magnitude lors d'oppositions favorables, comme le 11 janvier 2013 ou le 12 décembre 2017 où il pourra être observé avec des magnitudes apparentes de 10.7 et 10.4 respectivement. Patientia est très lumineux pour une planète mineure découverte sur le tard, quasiment un siècle après (1) Cérès.
Plusieurs études photométriques de cet astéroïde ont été réalisées entre 1969 et 2003. Les données combinées ont donné une courbe de lumière irrégulière avec une période synodique de 9.730 ± 0,004 heures et une variation de luminosité de 0,05-0,10 en magnitude. 

## Compléments